# Они живе
Они живе (енгл. They Live) је амерички научнофантастични акциони филм, са елементима хорора из 1988. године, у режији Џона Карпентера, у главним улогама су Роди Пајпер, Кит Дејвид, Мег Фостер и  Питер Џејсон. 
Филм је добио генерално позитивне рецензије и прихваћен је добро код публике и критичара, критичари са сајта Ротен Томејтоуз су му доделили високих 86%, док је од стране публике добио за нијансу нижи проценат од 79%. Метакритик је на основу 22 рецензије оценио филм са просечном оценом 55 од 100, док на IMDb-у такође има солидну просечну оцену где је оцењен са 7,3 од 10. У тренутку објављивања филм је наишао на углавном бројне негативне коментаре, а највише је критикована његова порука коју шаље о друштву, сценарио, и глума. Међутим филм је временом стекао статус култног класика и постао препознат међу публиком и критичарима као велико али потцењено дело режисера Џона Карпентера. 
Премијерно је пуштен у биоскопе САД-а 4. новембра 1988. године, а током првог викенда премијере филм је доживео финансијски неуспех са зарадом од само 4,8 милиона долара, али ипак са укупном зарадом од 13,4 милиона долара успео је да утростручи буџет што га не чини финансијски неуспешним пројектом.

## Радња
Незапослени скитница Џон Нада у потрази за послом одлази у Лос Анђелес, где се убрзо запошљава као грађевински радник. Спријатељује се са Френком који му обећа преноћиште, затим га по договору одводи до једне локалне кухиње на оброк и преноћиште. Убрзо почињу да се дешавају чудне ствари, на локалној телевизији хакер преузима контролу над телевизијском станицом и говори људима како је мала група научника открила сигнале који контролишу људе држећи их у неком стању транса односно сна, а да је једини начин да се контрола над људском расом заустави уништавање извора одакле сигнали долазе. 
Наредног дана Џон Нада открива да се у локалној цркви дешавају чудне ствари и да хакерски сигнали који ремете телевизијски програм упозоравајући људе на сигнале које контролишу становништво путем телевизије долазе управо из цркве. Недуго затим полиција напада бескућнике из насеља да би провалили у цркву и спречили локалне људе да шаљу упозорења становништву путем телевизије. Наредног дана Џон Нада се враћа у насеље и проналази цркву празну у којој у тајном ормару проналази кутију пуну наочара за сунце. Недуго затим пошто је ставио наочаре почињу да се дешавају чудне ствари, примећује да када их стави види праву реалност а када их скине види искривљену слику стварности. Убрзо схвата да се међу људима налазе ванземаљци које је немогуће видети без специјалних наочара, и да покушавају да контролишу људе путем сигнала који се емитују преко телевизије, а да је једини начин да се зауставе уништавање извора...

## Улоге
| Глумац           | Улога              |
| ---------------- | ------------------ |
| Роди Пајпер      | Џон Нада           |
| Кит Дејвид       | Френк              |
| Мег Фостер       | Холи Томпсон       |
| Питер Џејсон     | Жилбер             |
| Си Ричардсон     | слепи револуционар |
| Рејмонд Сент Жак | улични наредник    |
| Џорџ Бак Флауер  | скитница           |
| Норман Олден     | Форман             |
| Сузан Барнс      | смеђокоса жена     |
| Џон Лоренс       | човек са брадом    |